# Decolopoda australis
Decolopoda australis är en havsspindelart som beskrevs av Eights, J. 1835. Decolopoda australis ingår i släktet Decolopoda och familjen Colossendeidae. Inga underarter finns listade i Catalogue of Life.